# Peggys Cove
Peggys Cove är en ort i Kanada.   Den ligger i provinsen Nova Scotia, i den sydöstra delen av landet, 900 km öster om huvudstaden Ottawa. Peggys Cove ligger 6 meter över havet och antalet invånare är 640.
Terrängen runt Peggys Cove är platt. Havet är nära Peggys Cove åt sydväst.Trakten är glest befolkad. Det finns inga andra samhällen i närheten. 